# Pamela Faber
Pamela Faber Benítez (Estados Unidos, 27 de febrero de 1950) es una lingüista hispano-estadounidense. Es Catedrática de Universidad en el Departamento de Traducción e Interpretación en la Universidad de Granada desde 2001. Se doctoró por la Universidad de Granada en 1986 y también estudió en la Universidad de Carolina del Norte y Universidad de la Sorbona de París.

## Investigación
Pamela Faber es conocida por sus trabajos sobre el Modelo lexemático-funcional y su teoría cognitiva de la Terminología denominada Terminología Basada en Marcos.

### Modelo Lexemático-Funcional
El Modelo Lexemático-Funcional fue elaborado por Leocadio Martín Mingorance. Sus colaboradores Pamela Faber y Ricardo Mairal continuaron con su desarrollo. Integra la Teoría Lexemática de Coseriu y la Gramática Funcional de Dik.
Los dos objetivos principales de este modelo lexicológico son:
1. la especificación de la estructura semántica del lexicón de una lengua, y
2. la representación del conocimiento basado en la codificación lingüística que se encuentra en las entradas de los diccionarios.

Estos objetivos son interdependientes en el sentido de que el primero sirve al segundo.

### Terminología Basada en Marcos
La Terminología Basada en Marcos es un enfoque cognitivo reciente de la Terminología desarrollado por Pamela Faber y sus colaboradores en la Universidad de Granada. Se concibió en el contexto del Modelo Lexemático-Funcional y la Lingüística Cognitiva.
La Terminología Basada en Marcos se centra en:
1. la organización conceptual;
2. el carácter multidimensional de las unidades terminológicas, y
3. la extracción de información semántica y sintáctica a través de la utilización de corpus multilingües.[6][7]

En este contexto, el principal proyecto actual de Faber se llama EcoLexicon, una base de conocimiento terminológica sobre Medio Ambiente.

## Principales publicaciones
- Faber, Pamela (ed.). 2012. A Cognitive Linguistics View of Terminology and Specialized Language. Berlín, Boston: Mouton De Gruyter. (ISBN 978-3-11-027720-3).
- Faber, Pamela, Pilar León Araúz, and Juan Antonio Prieto Velasco. 2009. Semantic Relations, Dynamicity, and Terminological Knowledge Bases. Current Issues in Language Studies 1: 1-23.
- Faber, Pamela, Pilar León Araúz, Juan Antonio Prieto Velasco, and Arianne Reimerink. 2007. Linking Images and Words: the description of specialized concepts. International Journal of Lexicography 20, no. 1: 39-65. doi:10.1093/ijl/ecl038.
- Faber, Pamela, Silvia Montero Martínez, María Rosa Castro Prieto, José Senso Ruiz, Juan Antonio Prieto Velasco, Pilar León Araúz, Carlos Márquez Linares, and Miguel Vega Expósito. 2006. Process-oriented terminology management in the domain of Coastal Engineering. Terminology 12, no. 2: 189-213. doi:10.1075/term.12.2.03fab.
- Faber, Pamela, Carlos Márquez Linares, and Miguel Vega Expósito. 2005. Framing Terminology: A Process-Oriented Approach. Meta: journal des traducteurs / Meta: Translators’ Journal 50, no. 4.
- Faber, Pamela, and Catalina Jiménez Hurtado. 2004. Traducción, lenguaje y cognición. Granada: Comares. (ISBN 978-84-8444-894-5)
- Faber, Pamela, and Catalina Jiménez Hurtado. 2002. Investigar en terminología. Granada: Comares. (ISBN 978-84-8444-632-3)
- Faber, Pamela, and Ricardo Mairal Usón. 1999. Constructing a Lexicon of English Verbs. Berlín: Mouton de Gruyter. (ISBN 978-3-11-016416-9).